# Marines: Modern Urban Combat
 (octobre 2011).
Si vous disposez d'ouvrages ou d'articles de référence ou si vous connaissez des sites web de qualité traitant du thème abordé ici, merci de compléter l'article en donnant les références utiles à sa vérifiabilité et en les liant à la section « Notes et références ».
Marines: Modern Urban Combat est un jeu vidéo de tir à la première personne qui plonge le joueur dans un conflit au Liban entre des insurgés et les marines américains. Le jeu a été développé par Oxygen Games et édité par Destineer. Il est sorti en 2009 aux États-Unis et en 2010 en France, exclusivement sur Wii.